# Бенитес, Франкарлос
Франкарлос Крус Бенитес Гутьеррес (исп. Frankarlos Cruz Benítez Gutierrez; Пустой шаблон {{ВД-Преамбула}} ) — венесуэльский футболист, вратарь клуба «Каракас».

## Клубная карьера
Бенитес — воспитанник клуба «Каракас». 19 марта 2023 года в матче против «Метрополитанос» он дебютировал в венесуэльской Примере. 

## Международная карьера
В 2023 году в составе молодёжной сборной Венесуэлы Бенитес принял участие в молодёжном чемпионате Южной Америки в Колумбии. На турнире он сыграл в матче против команд Колумбии, Бразилии, Парагвая, Чили, а также дважды Эквадора и Уругвая.